# Novovoroněž
Novovoroněž (rusky Нововоронеж, doslova Nová Voroněž) je město ve Voroněžské oblasti v Ruské federaci. Při sčítání lidu v roce 2010 měla přes dvaatřicet tisíc obyvatel.

## Poloha
Novovoroněž leží na levém břehu Donu ve vzdálenosti pětapadesáti kilometrů jižně od Voroněže, správního střediska celé oblasti. Nejbližším městem k Novovoroněži jsou Liski ležící ve vzdálenosti 40 kilometrů na jihovýchod.

## Dějiny
Novovoroněž vznikla v roce 1957 v souvislosti s výstavbou Novovoroněžské jaderné elektrárny, která byla uvedena do provozu v roce 1964.
Od roku 1999 probíhá projekt výstavby druhé novovoroněžské jaderné elektrárny.